# Birgitte Levison
Gitel "Birgitte" Levison, nascido Neumann (København, 18 de junho de 1832 - Frederiksberg, 3 de setembro de 1916) foi uma pintora dinamarquesa.